# Portada/article novembre 5

## Jurassic Park: Operation Genesis
Jurassic Park: Operation Genesis (conegut col·loquialment com a JP:OG o JPOG) és un videojoc per ordinador, Xbox i PlayStation 2 basat en la novel·la i la sèrie de pel·lícules de Parc Juràssic.
L'objectiu principal del videojoc és recrear un Parc Juràssic; com si fos un parc d'atraccions amb dinosaures i arribar a la qualificació de cinc estrelles, per fer realitat el somni de John Hammond. Principalment, el jugador ha d'administrar i controlar diversos aspectes: els aspectes financers, científics i tecnològics, així com la seguretat.